# Can Falguera (Palau-solità i Plegamans)
Can Falguera és una masia amb tipologia primigènia catalana al terme de Palau-solità i Plegamans (Vallès Occidental) inclosa a l'Inventari del Patrimoni Arquitectònic de Catalunya.

## Arquitectura
Masia coberta a dues vessants amb patents modificacions del seu aspecte original. El parament és de còdols a la part baixa, per a continuar amb maó i hi ha restes d'arrebossat. Al centre es troba un cos afegit posteriorment on hi ha la porta d'arc de mig punt adovellada, una finestra motllurada, una galeria d'arcs de mig punt cecs i el conjunt està rematat per uns merlets. Aquesta construcció infereix un cert aspecte de fortificació, al que contribueixen les pilastres que emmarquen aquest mateix cos i que van de la planta baixa al primer pis. A la part esquerra de la façana, al nivell del primer pis, apareix una finestra rectangular, allargada i possiblement de tipus coronella tot i que manca la columneta que la dividiria en dues; està formada per dos arquets amb decoració gòtica, de tipologia propera a l'arc conopial o flamíger, amb traceria molt mal conservada. Les motllures que dibuixen els arquets es perllonguen als brancals en forma de primes columnetes adossades, de caràcter decoratiu. L'ampit es presenta en lleuger voladís amb motllures. Al cos central d'aquesta façana es poden observar diferents escuts amb cert caire decoratiu.
Existeix una finestra al primer pis, al costat esquerre. De forma rectangular allargada i emmarcada amb ampit treballat. La llinda es troba ornamentada amb treballs esculturats dins de la plàstica d'incidència goticitzant que conformen els dos arcs de tipologia conopial-flamíger del gòtic tardà. Les motllures que conformen els arcs es perllonguen fins a la base de la finestra per segles fines columnes adossades a les pedres d'emmarcament. Una tercera columneta podria haver existit dividint la finestra en dos parts iguals seguint la tipologia coronella.

## Història
Malgrat poder ser originaris del segle xiv, el llinatge dels "Falguera" o "Folguera" consta en els censos realitzats per maridatge a la parròquia de Sant Genís de Plegamans, l'any 1427. Un d'ells figura en un dels nomenaments de batlle de 27 de febrer del 1440: Bernat de Folguera.
L'origen de Can Falguera es podria situar en època baixmedieval (s. XIV-XV), malgrat que l'estructura actual deuria ser bastida a principis d'època moderna (s. XVI). Durant els segles següents es van fer diverses ampliacions i les darreres reformes corresponen a principis del segle xx, quan es va alterar la façana principal. A finals del segle xix, Can Falguera fou donada a mans de masovers i deixà de tenir un ús productiu per convertir-se en casa d'estiueig. Durant la segona meitat del segle XX es va produir el gran declivi de Can Falguera, quan els terrenys de la masia començaren a ser venuts per construir cases, naixent la urbanització de Can Falguera. Això va provocar que la masia s'abandonés i que arribés a un estat de conservació gairebé ruïnós. Actualment tots els voltants es troben parcel·lats i molts d'ells urbanitzats amb una dinàmica de creixement continu.
A finals de la dècada de 2000, l'Ajuntament de Palau-Solità i Plegamans va promoure el projecte de rehabilitació i de reforma de Can Falguera atès el dolent estat de conservació que presentava, amb l'objectiu de guanyar un nou equipament per al municipi. Aquesta rehabilitació es va projectar en diferents fases; en una primera fase (febrer - març 2010) es van portar a terme tasques de desenrunat, neteja i consolidació sota control arqueològic.
El cost de la intervenció es va elevar a varis milions, diners provinents de fons d'ajuda europeus.